# Pseudepipona koenigi
Pseudepipona koenigi är en stekelart som först beskrevs av Dusmet.  Pseudepipona koenigi ingår i släktet Pseudepipona och familjen Eumenidae. Inga underarter finns listade i Catalogue of Life.